# Straumsnes (Narvik)
Straumsnes is een klein dorp (genoemd naar een boerderij) binnen de Noorse gemeente Narvik, in de provincie Nordland. Straumsnes ligt op de zuidoever van de baai Rombaken en heeft een station aan de Ertsspoorlijn (code Sms), hier Ofotbanen genoemd. Tevens is het een plek aan de Europese weg 6, die tussen het dorp/de spoorlijn en de baai ligt ingeklemd.